# Pensamiento crítico
El pensamiento crítico es el proceso de dudar de las afirmaciones que en la vida cotidiana suelen aceptarse como verdaderas. Por ello, el pensamiento crítico no aspira a alcanzar una verdad absoluta, sino a profundizar en prácticas y estrategias que nos permiten someter nuestras convicciones, y las de otras personas, a discusiones. Se trata de una actitud y una actividad desarrollada por la filosofía desde la antigüedad, teniéndola como corazón y método. Desde la mayéutica socrática que se iniciaba en la famosa frase «Solo sé que no sé nada» (Ἓν οἶδα ὅτι οὐδὲν οἶδα, hèn oîda hóti oudèn oîda) y la "ironía socrática", hasta la duda hiperbólica cartesiana, la práctica del "pensamiento crítico" ha servido de motor al conocimiento humano y al saber, así como a su desarrollo moral y político siendo indispensable en la educación del ser humano, motivo por el que Matthew Lipman considera la enseñanza de la filosofía, entendida como medio fundamental en el desarrollo del pensamiento crítico, esencial en la educación.

## Importancia del pensamiento crítico
El desarrollo del pensamiento crítico, estrechamente ligado a la expansión de conocimiento, requiere de los siguientes tres factores: 
- Tendencia a los pensamientos críticos.
- Acceso a contenidos críticos.
- Entornos para practicar el conocimiento crítico (en sus dos tipos, conocimiento en sí y conocimiento como instrumento para contribuir a la mejora de la vida).[6]

Ser capaz de utilizar un pensamiento crítico significa que no se acepte la opinión de la sociedad, teniendo así ideas individuales, se conocen los argumentos a favor y en contra y se toma una decisión propia respecto a lo que se considere verdadero o falso, aceptable o inaceptable, deseable o indeseable.
Este pensamiento también es un pensamiento objetivo, basado en el compromiso de las propias ideas según su entorno como creencias individuales. Lo crítico enfrenta y evalúa los prejuicios sociales constantemente.
Tener un pensamiento crítico no significa llevar la contraria a todo el mundo o no estar de acuerdo con nadie, pues esto último no sería un pensamiento crítico, sino sólo un modo simple de pensar que se limita a contrariar lo que piensen los demás. Por lo tanto un pensador crítico es capaz, humilde, tenaz, precavido, exigente. Además de tener una postura libre y abierta, por ello un pensador crítico comienza a destacarse en su medio y a ser reconocido por sus aportaciones, pero todo se conforma a lo largo del tiempo con una debida experiencia.
El pensamiento crítico es una habilidad que todo ser humano debe desarrollar, ya que nos dota de cualidades muy específicas que nos ayudan a resolver problemas de una mejor manera, nos hace más analíticos, nos ayuda a saber clasificar la información en viable y no viable, nos hace más curiosos, querer saber e investigar más acerca de temas de interés. Cuando se desarrolla este tipo de habilidades, también se desarrollan muchas otras capacidades del cerebro como la creatividad, la intuición, la razón y la lógica, entre otras. Las estrategias de pensamiento crítico apoyan a que el pensador crítico sea autodirigido y autorregulado. 
Pensar críticamente implica dominar dichos estándares. De acuerdo a esto, la meta final de todo pensamiento crítico es que este pueda ser lo suficientemente sólido como para sostenerse por sí mismo en cualquier contexto, siempre y cuando mantenga su relación con el fenómeno implicado.
Derivado de las especificidades analíticas de esta forma de pensamiento, se ha desarrollado una perspectiva que tiende a inhibir el uso y sentido de la crítica porque se considera puede contravenir el orden que guarda la sociedad.

## Etimología
La palabra viene del verbo latino "pensare", que ejerce como sinónimo de “pensar”, y el verbo griego "krinein", que puede traducirse como “decidir” o “separar”, son los dos vocablos que muestran lo que vendría a ser el origen etimológico.

## Supuestos utilizados en el pensamiento crítico
- Autoridad. Una afirmación se acepta como verdadera por proceder de alguien a quien se concede crédito por su conocimiento de la materia.
- Correspondencia entre el pensamiento y la realidad. Lo que pensamos será verdadero si al comprobarlo coincide con la realidad empírica. Y como el pensamiento se expresa en el lenguaje, el criterio consiste en establecer la adecuación o correspondencia entre lo que se dice y lo que es. La comprobación experimental es una forma de buscar esta adecuación.
- Coherencia lógica. Es un criterio lógico-matemático, que consiste en comprobar que no existe contradicción entre los enunciados que pertenecen a un mismo sistema y que estos se derivan necesariamente de los axiomas o principios establecidos.
- Utilidad. Un enunciado será verdadero cuando sea beneficioso y útil para nosotros, cuando nos permita orientarnos en la realidad y avanzar en nuestras investigaciones.
- Evidencia. Es el criterio fundamental. Es evidente lo que se nos presenta como indiscutible, como intuitivamente verdadero, aunque a menudo sea necesario mostrarlo mediante razonamientos. Según las fuentes del conocimiento, si atendemos a su origen, podemos encontrar dos tipos de evidencia racional. Atendiendo a la razón se han considerado evidentes los primeros principios como el de identidad (A es A) o el de no contradicción(no es posible al mismo tiempo A y no A), y atendiendo a la sensibilidad son evidentes los datos de los sentidos, por lo que hablaremos de evidencia racional o evidencia sensible.
- Subjetividad. Para que algo sea admitido como verdadero ha de ser aceptable para cualquier sujeto racional. Este criterio se basa en la idea de que el conocimiento es compatible por todos, no exclusivo de una persona en particular. Aunque es cierto que un solo investigador puede defender la evidencia de una hipótesis científica, si esta no es aceptable públicamente por la comunidad no podrá ser admitida como verdadera. La verdad no es algo privado, sino que requiere del consenso de la comunidad. La verdad exige consenso en el sentido de que no es algo misterioso que esté reservado a unos pocos o que sólo unos pocos puedan alcanzar. La verdad, para serlo, ha de poder ser comunicada y comprendida por todos.

## Objetividad y subjetividad
Con frecuencia ser regularmente objetivo es visto como una actitud fría, sobre todo para quien prefiere guiarse a través de procesos emocionales del tipo: "Tened fe y dejad que vuestros sentimientos os guíen a la verdad" o "No dejes que los hechos o detalles interrumpan el camino hacia una historia interesante". La subjetividad unida a los argumentos emocionales se presenta como manipulación, pues apela a las necesidades primarias de las personas (véase pirámide de Maslow).
Por tanto, cuando se busca la verdad es necesario evitar las falacias o los vicios de razonamiento. Es muy importante no caer en el pensamiento desiderativo, que es el opuesto al pensamiento crítico, ya que carece de solidez racional y se basa en gustos, deseos, ilusiones o suposiciones injustificadas que carecen de evidencia o datos comprobables. La verdad obtenida a través del razonamiento crítico es sólida en comparación con la mentira feliz que se fabrica a través del pensamiento mágico.

## Estándares intelectuales universales
El Dr. Richard Paul y la Dra. Linda Elder, de la Fundación para el Pensamiento Crítico, señalan los siete Estándares Intelectuales Universales que deben aplicarse al pensamiento cada vez que se quiera evaluar la calidad del razonamiento sobre un problema, un tema o una situación; pensar críticamente implica dominar estos estándares. 
- Claridad: Modo en que se expresa la propuesta.
- Exactitud: Grado en que la estructura empleada tiene coherencia con el material a emprender.
- Precisión: La construcción o propuesta debe ser ajustada a los conocimientos.
- Pertinencia o relevancia: Entorno en el que se trata el tema.
- Profundidad: Cuando el nivel de análisis, investigación y explicación se encuentra lo suficientemente cuidado.
- Amplitud: Extensión del planteamiento.
- Lógica: Argumentación acorde a las normas.

La inteligencia y el conocimiento no implican que se deba tener un razonamiento o pensamiento crítico. Incluso alguien muy inteligente podría tener creencias irracionales u opiniones disparatadas. La teoría acerca del pensamiento crítico trata sobre cómo se debería usar la inteligencia y el conocimiento para alcanzar puntos de vista más racionales y objetivos con los datos que se poseen. Opiniones y creencias basadas en un razonamiento crítico pueden estar mejor establecidas, si se comparan con otras formuladas a través de procesos menos racionales. Al mismo tiempo, los buenos pensadores críticos suelen estar mejor equipados para tomar decisiones y resolver problemas, en comparación con quienes carecen de esta habilidad aprendida.
El razonamiento crítico también es más que pensar lógicamente o analíticamente. También se trata de pensar de forma más racional y objetiva. La lógica y el análisis, más cercanos al ámbito de la matemática, se deben complementar con pensamiento racional y pensamiento objetivo conceptos más amplios que incluyen los campos de la psicología y la sociología además de la filosofía, donde tratan de explicarse los complejos efectos de los demás sobre los procesos mentales del individuo.
En teoría, para poder ser un buen pensador crítico se deberían seguir y desarrollar los siguientes pasos:
- Adoptar la actitud de un pensador crítico.
- Reconocer y evitar las barreras o variaciones principales (véase la lista de prejuicios cognitivos y Sesgo cognitivo).
- Identificar y caracterizar argumentos.
- Evaluar las fuentes de información (véase Argumentum ad verecundiam).
- Evaluar los argumentos.

### Habilidades cognitivas del pensamiento crítico
- Interpretación: Se debe comprender y expresar, destacando lo más importante como, datos, juicios, eventos, expresiones, etc.
- Análisis: Se refiere a reconocer las intenciones reales o ficticias de conceptos, ideas, descripciones. También se debe reconocer las ideas subliminales o propósitos ocultos de algún texto, argumento, noticia, etc.
- Razonamiento lógico-crítico: La mayor parte de las actividades cotidianas ordinarias son efectuadas sin reflexiones. El pensamiento reflexivo consiste esencialmente en el intento de resolver un problema. En el pensamiento reflexivo nuestras ideas están dirigidas hacia un objetivo; la solución del problema que nos puso a pensar. El pensar es un proceso mental en el que pasamos de un pensamiento a otro. Un pensamiento es un elemento que requiere frase completa para su expresión plena. Cuando un pensamiento está conectado de forma consciente con otro con el fin de crear la conclusión hacia la cual está dirigido, se habla de Razonamiento. Razonar es cuando se conectan diversas informaciones y se extraen conclusiones.

1. Si alguien tiene una conclusión que está amenazada por algún inconveniente, hecho que es incapaz de ser explicado, es mejor que abandone su conclusión y encontrar otra que sea capaz de explicar el nuevo hecho, esta podría ser la manera correcta de proceder.
2. El Razonamiento lógico-crítico también consiste en clasificar cada caso particular de algo dado como un ejemplo de uno de dos extremos cuando en realidad existe una amplia gama de probabilidades intermedias.
3. Frecuentemente los argumentos están hechos para despertar emociones en el lector o en el que escucha, así se trata de convencerlo en lugar de hacerlo con conclusiones basadas en buenas razones.

- Evaluación: Se valora la credibilidad del autor, orador, o medio de comunicación y se comparan fortalezas y debilidades de las fuentes, armándose de evidencias para determinar el grado de credibilidad que posee.

- Inferencias: Es identificar los puntos importantes, destacarlos, evaluarlos, desmenuzarlos y a partir de eso, llegar a conclusiones razonables.

- Explicación: Esta habilidad hará la información clara, concisa, reflexiva y coherente. Es la forma en que el razonamiento se presenta como argumento.

- Metacognición : También llamada autorregulación. Es la habilidad del conocimiento que permite que los buenos pensadores críticos se examinen y se hagan una autocorrección.

## Componentes del pensamiento crítico
Los componentes del pensamiento crítico son:
1. Pensamiento razonable: Es un buen pensamiento si se basa en buenas razones. La mejor conclusión está basada por la mejor razón.
2. Pensamiento enfocado: Ya que es necesario poseer un propósito y no ocurrir accidentalmente.
3. Decisión acerca de lo que creemos o hacemos: Evalúa sentencias que creemos y acciones que hacemos.

Todo pensamiento de este tipo:
- Tiene un propósito.
- Nace del intento de solucionar un problema, resolver una pregunta o explicar algo.
- Está fundamentado en supuestos.
- Se respalda con datos, información y evidencia.
- Se expresa mediante conceptos e ideas.
- Da como resultado conclusiones a partir de inferencias e interpretaciones, las cuales llevan a darle significado a los datos o información previamente recibida.

Tiene implicaciones y consecuencias.

## Consecuencias del pensamiento crítico
Las personas tienen cierto nivel de repercusión en los demás, estos distintos niveles, se podrían clasificar dependiendo del tipo de relación que tienen las personas, familiares, amigos, entorno educacional, sociedad, conocidos, o incluso personas que se encuentran de manera casual, (personas en la calle, vendedores en la tienda, etc.), todas sin excepción dejan impresiones en nuestra persona, forman parte de nuestras percepciones (sobre nosotros mismos y
del entorno en que nos encontramos). La adopción del entorno cercano (familia) implica el despliegue de hábitos, costumbres, que afectan nuestra personalidad, estas se basa en los hechos (experiencias) que compartimos con ellos.
Los efectos de estas interacciones definen al ser en las que se produce, crea su forma de pensar, y su modo de percibir su realidad, aunque las consecuencias de las interacciones casi siempre siguen un patrón estable, (en el sentido de que la familia suele afectar más que un transeúnte cualquiera), en ocasiones los niveles de interacción no representan el por qué cierto
individuo es afectado más por personas alejadas a él. De acuerdo a esto, hemos de considerar que una parte fundamental del trabajo del pensador crítico es considerar el nivel de repercusión que puede llegar a tener en la comunidad, pues crear ideas comienza a ser un modo de crear una interpretación sobre el mundo.

## Lo que el pensamiento crítico no es
El pensamiento crítico no consiste en pensar de forma negativa o con predisposición a encontrar fallos o defectos. Es un proceso o procedimiento neutro y sin sesgo para evaluar opiniones y afirmaciones tanto propias como de otras personas.
1. El pensamiento crítico no es un intento por hacer que las personas piensen de la misma manera, ya que, si bien varios individuos pueden aplicar el mismo procedimiento, las prioridades, principios y lista de valores que, como se observa en la figura 1, afectan al razonamiento son diferentes para cada persona. Es decir, muchos podrían contar información o experiencias nuevas que otros no cuentan, para que, con el mismo principio, se lleguen a conclusiones totalmente diferentes. Adicionalmente, siempre habrá diferencias en la percepción y las necesidades emocionales básicas que harán definitivamente imposible que todos piensen de la misma forma, a pesar de la ponderación objetiva que haga el razonamiento crítico, pues esta sigue tratándose de información extra.
2. El pensamiento crítico no trata de cambiar la propia personalidad; incrementa la objetividad consciente, pero se siguen sintiendo los prejuicios habituales.
3. El pensamiento crítico no es una creencia. El pensamiento crítico puede evaluar la validez de las creencias, pero no es una creencia en sí, es un procedimiento.
4. El pensamiento crítico no reemplaza ni minimiza los sentimientos o emociones. Sin embargo, algunas decisiones emocionales que son también decisiones críticas, tales como decidir casarse o tener hijos, pueden considerarse desde múltiples puntos de vista.
5. El pensamiento crítico no favorece ni representa específicamente a las actividades científicas. Sus argumentos pueden usarse para favorecer opiniones contrarias a las comúnmente aceptadas en el marco científico.
6. Los argumentos basados en el pensamiento crítico no son necesariamente siempre los más persuasivos. Con gran frecuencia los argumentos más persuasivos son los destinados a recurrir a las emociones más básicas como el miedo, el placer y la necesidad, más que a los hechos objetivos. Por esta razón, es común encontrar en los argumentos más persuasivos de muchos políticos, telepredicadores o vendedores una intencionada falta de objetividad y de razonamiento crítico. Véase la lista de prejuicios cognitivos.

## Pasos del pensamiento crítico

### Paso 1: Adoptar la actitud de un pensador crítico
El primer paso para llegar a ser un hábil y diestro pensador crítico es desarrollar una actitud que permita la entrada de más información y permita detenerse a pensar. Estas actitudes señalan las siguientes características:
| Características              |
| 1) mente abierta             |
| 2) dudas sanas               |
| 3) humildad intelectual      |
| 4) confianza en la razón     |
| 5) perseverancia intelectual |
| 6) libertad de pensamiento   |
| 7) una alta motivación       |

Las primeras dos características pueden parecer contradictorias, pero no lo son. La persona que desee aprender a pensar críticamente debe desear investigar puntos de vista diferentes por su propia iniciativa, pero al mismo tiempo reconocer cuándo dudar de los méritos de sus propias investigaciones. No debería ser ni dogmática ni doctrinal ni ortodoxa ni ingenua ni crédula. Se trata de examinar el mayor número de ideas y puntos de vista diferentes; darle la oportunidad de ser escuchadas hasta el fondo y luego razonar cuáles son los puntos buenos y malos de cada uno de los lados. Aceptar el hecho de que es posible equivocarse; una vez los argumentos estén sobre la mesa y mantener el objetivo final de conseguir la verdad o lo más cercano a esta que permita la información que quedó atrás o que se permita.
Como tal, el pensamiento crítico es un proceso intelectual y reflexivo, que opera mediante el detenido examen, evaluación y análisis de un tema, asunto o materia para, luego de considerar y contrastar el resultado de sus observaciones, aplicar, bajo criterios lógicos, una serie de razonamientos y llegar a una conclusión válida, a una postura objetiva, es decir; razonable.
Demasiado escepticismo o demasiado pseudoescepticismo conducirá a la paranoia y a ideas de conspiración; nos llevará a dudar de todo y al final no conseguir nada, mientras que creer todo sin un juicio o mediante el prejuicio o sesgo cognitivo básico del cerebro generará volubilidad.
Tener humildad intelectual significa poder ser capaz de dar una oportunidad a las opiniones y nuevas evidencias o argumentos incluso si dichas pruebas o indagaciones llevan a descubrir defectos en las propias creencias (véase el método socrático).
El pensador crítico debe poder ser independiente y ser un libre pensador. Es decir, no depender o tener miedo a indagar sobre algo que pueda perjudicarlo en demasía. Las presiones sociales a la estandarización y al conformismo pueden llegar a hacer caer en la comodidad o en el propio deseo de creer o pertenencia al grupo. Esto puede ser muy difícil o casi imposible para algunos. Es necesario preguntarse si el miedo a represalias o simplemente al qué dirán motiva las propias opiniones o creencias y, si es así, tener la fuerza para al menos temporalmente acallarlas hasta que se tenga la libertad de realizar una objetiva y detallada evaluación de la misma.
Finalmente, se debe tener una natural curiosidad y motivación para avanzar en el propio conocimiento sobre una materia. La única forma de evitar tener un conocimiento básico sobre algo es estudiarlo hasta alcanzar el suficiente nivel de entendimiento necesario antes de realizar cualquier juicio.

### Paso 2: Reconocer y prever las barreras o prejuicios del pensamiento crítico
Cada día el individuo se ve expuesto a variables que bloquean su habilidad para pensar con claridad, precisión y equidad. Algunas de estas barreras surgen de las limitaciones humanas naturales e inintencionadas, mientras otras están claramente calculadas y manipuladas. Algunas son obvias, pero la mayor parte de ellas son sutiles y capciosas. Sin embargo, después de estar armado con la actitud apropiada del primer paso, el pensador crítico tiene ahora que entender cómo reconocer y evitar (al menos mitigar) la máscara de engaño o embaucamiento que se tiene en la vida diaria. Estas barreras pueden clasificarse en cuatro categorías, que se presentarán en cuatro cuadros diferentes al final del artículo. Estas y algunas otras más pueden ampliarse en la lista de prejuicios cognitivos:
- Tabla 1: Barreras debidas a las limitaciones del ser humano
- Tabla 2: Barreras debidas al uso del lenguaje
- Tabla 3: Barreras debidas a fallos en la lógica o percepción
- Tabla 4: Barreras o trampas debidas a fallos psicológicos o sociológicos

Cada uno de los cuadros muestra:
1. una lista de las barreras u obstáculos al entendimiento aplicables a la categoría
2. una concisa definición del obstáculo
3. un ejemplo ilustrativo
4. sugerencias para evitar o superar los obstáculos al entendimiento

El cuadro 1, de limitaciones humanas básicas, se aplica a cada uno, incluidos los más hábiles pensadores críticos. Esas limitaciones recuerdan que no se es perfecto y que el entendimiento que se tiene de los hechos, percepciones, memoria, sesgos imposibilita el entendimiento del mundo con total objetividad y claridad. Lo más recomendable es adquirir un adecuado y suficiente conocimiento del tema.
El uso del lenguaje (cuadro 2) es muy importante para el pensamiento crítico. La correcta elección de las palabras puede llevar a la verdad, o a la verdad a medias, al desconcierto, a la confusión o al propio engaño. Esto incluye a carteles publicitarios que garantizan la pérdida de peso hasta políticos que aseguran la prosperidad para todos. Un pensador crítico debe aprender a reconocer cuándo las palabras no están encaminadas a comunicar ideas o sentimientos sino, más bien, a controlar los pensamientos, los sentimientos, las intenciones, las elecciones y, a fin de cuentas, todo el comportamiento.

### Paso 3: Identificar y caracterizar los argumentos
En el centro de todo pensador crítico reside la habilidad de reconocer, construir y evaluar argumentos. La palabra argumento puede ser desorientadora para algunos. No significa polemizar, reñir o discrepar, incluso aunque la palabra sea usada con frecuencia informalmente en ese contexto. En el contexto del pensador crítico, un argumento significa presentar una razón que soporte, respalde o apoye una conclusión, es decir:
{\displaystyle Argumento=Raz{\acute {o}}n+Conclusi{\acute {o}}n}
Ejemplo de un argumento:
| No creas en Pedro | porque                  | él es un político             |
| Conclusión        | Indicador de razón      | Razón                         |
|                   |                         |                               |
| Él es peligroso   | ya que                  | viene de un país problemático |
| Conclusión        | Indicador de razón      | Razón                         |
|                   |                         |                               |
| Él es pobre       | por eso                 | nunca ha salido del pueblo    |
| Razón             | Indicador de conclusión | Conclusión                    |

Debe haber una o más razones y una o más conclusiones en cada argumento. Dependiendo del uso y el contexto, decir razón es sinónimo de decir: premisa, evidencia, datos, proposiciones, pruebas y verificaciones. Y, también según su uso y el contexto, decir conclusiones es también decir acciones, veredictos, afirmaciones, sentencias y opiniones.
Un pensador crítico debe aprender a tomar y rescatar los argumentos de la comunicación verbal o escrita. Algunas veces los argumentos llevarán indicadores como ya que, porque, debido a, por, por esta razón, como es indicado por, para separar la conclusión de las razones. En otros casos, los argumentos tendrán indicadores como por consiguiente, por eso, de esta forma, así, por tanto para separar la razón de las conclusiones. En otros no habrá indicador y el contexto indicará si la frase lleva la intención de razón o conclusión o ninguna de ellas.
En general, hay 3 tipos de indicadores:

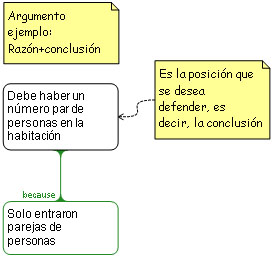
Ejemplo del uso de indicadores.

1. Indicadores de posición o conclusión: Son los indicadores que señalan cuál es la posición, postura o idea principal a defender o argumentar. Algunos de estos indicadores son: por consiguiente, así, de esta forma, consecuentemente, con esto se muestra, esto implica. Por ejemplo, Sólo entraron parejas de personas; por consiguiente, adentro debe haber un número par de personas.
2. Indicadores de razón: Son los indicadores que señalan cuál es la razón o justificación que apoya la posición u otras razones anteriores. Porque, puesto que, dado que, a causa de, como se puede ver de, debido a, ya que.
3. Indicadores de objeción: Son los indicadores que señalan una oposición o pensamiento en contra de una posición, una razón o una anterior objeción en caso de oponerse a una anterior objeción se denomina refutación o impugnación. Pero, aunque o sin embargo son de este tipo.

Se puede ver un ejemplo más elaborado, véase también la figura:
- Roberto era el oficial de seguridad que estaba en servicio cuando robaron los diamantes. Muchas personas consideran que es digno de confianza porque ha trabajado en el puesto durante más de diez años sin problemas. Sin embargo, es posible que se haya sentido tentado a robar los diamantes, ya que últimamente ha estado teniendo dificultades porque todas las noches juega al póker online. María dice que Roberto no lo hizo, pero es su mejor amiga. La caja fuerte no estaba forzada; por consiguiente, quien realizó el robo tuvo que haber usado la llave adecuada. Consecuentemente, es muy probable que haya sido Roberto quien robó los diamantes, ya que sólo él tenía acceso a las llaves.

En lógica, se designa como inducción a un tipo de razonamiento que va de lo particular a lo general (concepción clásica) o bien a un tipo de razonamiento en donde se obtienen conclusiones tan sólo probables (concepción más moderna). La inducción matemática es un caso especial donde se va de lo particular a lo general y, no obstante, se obtiene una conclusión necesaria.
- "Una pluma y un elefante caen con igual aceleración en el vacío", por lo que se induce o se generaliza que "todas las masas caen con igual aceleración en el vacío".

Generalmente, el razonamiento inductivo se contrapone al razonamiento deductivo, que va de lo general a lo particular, y sus conclusiones son necesarias (véase razonamiento inductivo).
La lógica formal habla de dos tipos de argumentos: inductivos y deductivos. Mientras que el pensamiento crítico es una aplicación informal de la lógica, el pensador crítico debería al menos comprender las diferencias fundamentales entre las dos formas. Si una cosa sigue necesariamente a otra, esto implica un argumento deductivo. En otras palabras, un argumento deductivo existe cuando "B" puede inferirse lógica y necesariamente de "A". Por ejemplo, si se hace la siguiente afirmación:
- "Todos los solteros no están casados." ("A") y "Pedro es soltero." ("B") Entonces uno puede alcanzar, mediante deducción, la conclusión necesaria de que Pedro sin duda no está casado.

Sin embargo, la mayor parte de los argumentos que es posible encontrar en la vida diaria son inductivos. Al contrario de los argumentos deductivos, los argumentos inductivos no son "blanco o negro", porque no confirman sus conclusiones con un "necesariamente". Por el contrario, se basan en fundamentos razonables para su conclusión. Un pensador crítico debería entender que no importa qué tan fuerte sea la evidencia que sostenga a un argumento inductivo, ya que nunca probará su conclusión mediante un "necesariamente" ni tampoco con una absoluta certeza. Es decir, el argumento inductivo solo demuestra sus afirmaciones con cierto grado de probabilidad.
Los argumentos presentados en la corte por los abogados son buenos ejemplos de argumentos inductivos, donde un individuo debe ser considerado culpable más allá de la duda razonable o equivalentemente mediante motivos razonables. Siempre será posible encontrar posibles argumentos inductivos que tengan razones lógicas y que al mismo tiempo lleven a conclusiones erróneas. Como dice el dicho: "El camino hacia el infierno está empedrado de buenas intenciones.". Por ejemplo, incluso si un jurado encuentra a un individuo culpable más allá de la duda razonable, siempre hay una posibilidad de que el individuo no haya cometido el crimen. El pensador crítico debe evaluar o tasar la coherencia o fuerza convincente de los argumentos inductivos en términos del grado de certidumbre y no en función de absolutos como "verdad o mentira", "bien o mal", "blanco o negro". Esto se aplica también a cualquier decisión que se tome con un "sí o no", con un "ninguno" o con un "también". Un razonamiento inductivo aplicado en los juzgados es, por ejemplo: "En las pruebas forenses con ADN se muestra que Pedro tocó la camisa de Pilar", entonces es probable que Pedro fuera quien cometió el crimen. Sin embargo, existe la duda razonable que puede ser explotada por el defensor. Por ejemplo, es posible que las muestras estén contaminadas mediante otra persona, que las muestras fueran de otro día o que simplemente Pedro sí se encontrara con Pilar pero que no haya cometido el crimen.

### Paso 4: Evaluar las fuentes de información
La mayor parte de los argumentos hacen referencia a datos para sostener sus conclusiones. Pero un argumento es tan fuerte como lo son las fuentes o datos a los que se refiere. Si los hechos que sostienen un argumento son erróneos, entonces el argumento será también erróneo. Un pensador crítico deberá aproximarse lógicamente a la evaluación de validez de los datos. Al margen de las propias y personales experiencias, los hechos suelen recibirse a través de fuentes de información como los testimonios visuales de otras personas o personas que dicen ser expertas. Estas fuentes suelen aparecer citadas en los medios o publicadas en libros.
En una sociedad donde el entretenimiento y la diversión se han convertido en los fines a largo plazo, suele ser muy difícil encontrar información sin sesgo u objetiva respecto a un tema. Por ejemplo, los medios de masa han encontrado una forma de expresión que se vende muy bien y es el ¿y si?, es decir, se atreven a aventurar situaciones hipotéticas sin pruebas o sin ningún tipo de dato no con la intención de mostrar los datos realmente probables, sino porque dicha situación sería de gran interés emocional (respecto a sus necesidades humanas básicas) para el público, bien por la conmoción posible, bien por la alevosía, el entusiasmo o la gracia que provoca. Por ejemplo. ¿y si el presidente hizo algo horrible?, ¿y si el secretario estaba realizando algún acto criminal?
Es usual ver periodistas de renombre como autores de especulaciones incendiarias como si se trataran de importantes noticias o hechos o políticos que manipulan y distorsionan la información en función de los intereses de su partido. ¿Cómo evitar las especulaciones, distorsiones, comentarios desorientadores, exageraciones en debates, discursos, televisión, radio, periódicos, revistas e Internet y dilucidar cuál es realmente la correcta? Incluso algunas editoriales de prestigio parecen estar más interesadas en la venta de libros o periódicos más que en confirmar la verdad que publican. ¿Cómo saber de qué fuente de información fiarse?
No solamente los medios de comunicación distorsionan y manipulan. Los políticos también manipulan, distorsionan y mienten, en muchos casos en connivencia con algunos medios de comunicación (muchos de los cuales apoyan a un partido político determinado).
No hay una respuesta simple, un pensador crítico debe buscar fuentes de información que sean creíbles, precisas y sin sesgo. Esto dependerá de variables como calidad o calificaciones de las fuentes, de su integridad y de su reputación (véase también la lista de prejuicios cognitivos o Argumentum ad verecundiam Ir al principio).
Para evaluar o tasar estas condiciones, el pensador crítico debe buscar respuestas en los siguientes tipos de pregunta:
1. ¿Tiene la fuente de información la adecuada capacitación, aptitudes o niveles de entendimiento sobre la materia como para afirmar una conclusión?
2. ¿Tiene la fuente de información reputación por exactitud y veracidad?
3. ¿Tiene la fuente de información un motivo para ser inexacta o altamente sesgada?
4. ¿Existe alguna razón para cuestionarse la honestidad o integridad de la fuente?

Si alguna de las respuestas es no para alguna de las dos primeras preguntas y sí para las dos últimas, el pensador crítico debería dudar aceptar los argumentos de dichas fuentes para encontrar otra información. Esto puede requerir investigación adicional para buscar fuentes de información confiables.
Las fuentes de información normalmente también citan encuestas y estadísticas, que son usadas como argumentos que soportan las conclusiones. Es realmente muy fácil, extremadamente fácil, confundir a las personas con los números. Ya que la correcta aplicación de la estadística y de los números para que sirvan a los argumentos se escapa de la finalidad de este artículo, es importante que el pensador crítico se eduque en los principios fundamentales de probabilidad y estadística. Uno no necesita ser un profesional en matemáticas para entender esos principios. Algunos libros excelentes para el hombre de la calle son How to lie with statistics por Darrell Huff y Innumeracy: Mathematical illiteracy and its consequences por John Allen Paulos. Existen unas pocas formas de realizar bien las muestras de población y muchas formas de realizar mal las muestras de población, cálculos e informes, ya que muchas veces se ocultan datos que especifican mucho la población. Véase también ilusión de serie en el artículo lista de prejuicios cognitivos.

### Paso 5: Evaluación de los argumentos
El último paso para el razonamiento crítico, es la evaluación de los argumentos, este es por sí mismo un proceso de tres pasos para determinar si:
1. Las presunciones, conjeturas, supuestos o asunciones están garantizadas
2. El razonamiento llevado a cabo es relevante y suficiente
3. Existe información que ha sido omitida

- Asunciones: Las asunciones o suposiciones son esencialmente razones implícitas en un argumento que son garantizadas como verdaderas. Usando el argumento anterior de ejemplo, "No creas en Pedro porque él es un político". La suposición implícita es que los políticos no pueden ser creídos. El primer paso para evaluar los argumentos es determinar si estos son suposiciones o conjeturas y si dichas asunciones están garantizadas o no. Una asunción garantizada o certificada es aquella que cumple:

1. Es conocida de ser verdadera
2. Es razonable aceptarla sin requerir otro argumento que la soporte

Una suposición o asunción no está garantizada si falla en el cumplimiento de cualquiera de los dos criterios anteriores.
Concerniente al primer criterio, puede ser necesario para el pensador crítico realizar investigación independiente para clarificar o verificar que es "conocida como verdadera". Si el pensador crítico, a pesar de dicha investigación, es incapaz de realizar una decisión acerca de la verdad, él o ella no deberían arbitrariamente asumir que la suposición está no garantizada véase argumentum a silentio o Ad ignorantiam.
Con respecto al segundo criterio, un pensador crítico normalmente evalúa la sensatez, juicio o sentido común de una suposición en función de tres factores:
- El propio conocimiento y experiencia del pensador crítico
- La fuente de información para la asunción
- El tipo de afirmación que se ha realizado

Si un argumento tiene una asunción no garantizada, injustificada o sin base, y si ésta asunción es necesaria para validar la conclusión del argumento, el pensador crítico tiene un buen motivo para cuestionar la validez del argumento entero. Muchos de los obstáculos para el entendimiento que hay en las tablas resumen (tablas 3 y 4) son la base para muchas suposiciones sin base.
- Razonamiento: El segundo paso para evaluar los argumentos es evaluar o tasar la relevancia y suficiencia de un razonamiento o evidencia para soportar la conclusión de un argumento. Es útil pensar en la relevancia como una medida de calidad del razonamiento y la suficiencia como una medida de la cantidad de razonamiento llevada a cabo. Los buenos argumentos deberían tener ambas, calidad (ser relevante) y cantidad (ser suficiente)

Normalmente es más fácil (aunque no siempre) extraer del razonamiento lo que es relevante que determinar si el razonamiento es suficiente.
Así pues, ¿Cómo puede uno evaluar la suficiencia del razonamiento de una evidencia que apoye una conclusión?. El término duda razonable, es usado en los juicios y puede considerarse una buena línea directiva. Pero de nuevo, ¿Cómo puede uno determinar la duda razonable? Desafortunadamente, no hay una respuesta sencilla, pero existen varios criterios.
1. Es importante mantener una actitud de pensador crítico del paso 1 y estar alerta de los obstáculos y trampas del pensamiento crítico del paso 2.
2. Preguntarse asimismo el propósito o las consecuencias que podría tener un argumento realizado. Esto normalmente determinará cuántas pruebas o evidencias serán necesarias. Un móvil o un motivo puede ayudarnos a esclarecer por dónde se debe buscar información nueva.
3. Estar alerta de los estándares actuales de evidencia para un sujeto. Por ejemplo, no puedes juzgar la suficiencia de una evidencia para una afirmación científica a menos que tú conozcas los métodos y estándares para la verificación de similares afirmaciones científicas.
4. La suficiencia de una evidencia debería estar en proporción a la fuerza con la que una conclusión ha sido afirmada. Esto es, evidencia que no es suficiente para apoyar una conclusión fuerte (ejemplo conclusión fuerte: Pedro definitivamente compró la pintura) puede ser suficiente para apoyar a una conclusión débil (ejemplo: Pedro, pudo haber comprado la pintura). En estos ejemplos, si las evidencias se limitan a una fotografía de Pedro en la tienda el mismo día que la pintura fue comprada, esta evidencia no debería ser suficiente para probar una conclusión fuerte, pero sí ser suficiente para probar una conclusión débil.

Cuando se evalúan múltiples pruebas, tanto los pro como los contra, ¿Cómo puede uno valorar el peso de la evidencia para determinar si un argumento es convincente?. Otra vez, no hay una respuesta rápida. Para ser equitativos, a más confiable es la fuente del paso 4, mayor peso debería darse a la evidencia. Adicionalmente para ser equitativos, a mayor peso que se haya dado a una evidencia (que se contradice con otra), debería también proporcionarse o requerirse mayor número de evidencias en términos de relevancia y suficiencia para validar el argumento.
Muchas de las trampas u obstáculos al entendimiento listadas en las tablas 3 y 4 o en lista de prejuicios cognitivos dan ejemplos de razonamientos insuficientes o irrelevantes.
- Omisión: Un argumento convincente es aquel que está completo, es decir, en el que están presentes todas las evidencias o razonamientos relevantes y no solo las evidencias que apoyen el argumento en una determinada dirección. Argumentos que omiten pruebas relevantes pueden parecer más fuertes de lo que realmente son. Este es el paso final para la evaluación de los argumentos, es tratar de determinar si evidencias o pruebas importantes han sido omitidas o eliminadas. Algunas veces esto pasa sin intención o descuido o ignorancia, pero con demasiada frecuencia es un acto intencionado.

Como es normalmente improductivo o sin sentido reunir a los argumentadores o debatidores y preguntarles si han omitido datos, el mejor modus operandi del pensador crítico es buscar argumentos que se opongan al tema en cuestión, con lo cual dicha búsqueda revelará con suerte dichas omisiones. Es muy raro ver a una persona que activamente busca puntos de vista opuestos y los trata seriamente. Es muy raro porque precisamente es lo que un pensador crítico hace.

## Lista de comprobación para un argumento
Una vez entendidos los cinco pasos anteriores un pensador crítico podría usar adicionalmente una lista rápida para evaluar argumentos importantes. Estas preguntas deberían responderse usando la política de los cinco pasos.
1. ¿Existe alguna ambigüedad, punto oscuro o debilidad que bloquea mi entendimiento o comprensión del argumento?
2. ¿Acaso el argumento en cuestión abraza o cae en alguna de las falacias o trampas al entendimiento de lista de prejuicios cognitivos o tablas del 1 al 4?
3. ¿Es el lenguaje usado excesivamente emocional o manipulador (véase recurrir a las emociones o tabla 2?
4. ¿He separado el razonamiento (evidencias) y asunciones o hechos relevantes de las informaciones irrelevantes, situaciones imaginarias presentadas o hipótesis, ejemplos imaginarios, o información de fondo no contrastada?
5. ¿He determinado cuáles asunciones están garantizadas y cuáles no?
6. ¿Puedo listar las razones o evidencias para un argumento y alguno de sus subargumentos?
7. ¿He evaluado la verdad, relevancia, equidad, justicia, integridad, plenitud, significancia y suficiencia de las pruebas que apoyan la conclusión?
8. ¿Necesito información adicional para realizar un juicio razonable sobre un argumento porque puede haber omisiones u otras razones?

## Tablas referencia:trampas al pensamiento crítico

#### Tabla 1: Barreras debidas a las limitaciones del ser humano
| Trampa/Obstáculo                              | Definición | Ejemplo | Consejo Pmto. Crítico |
| Sesgo de confirmación y pensamiento selectivo | El proceso mediante el cual uno tiende a notar y mirar y dar más valor a los hechos, evidencias o pruebas que confirman las propias creencias y a obviar, ignorar o desvalorar las evidencias que las contradicen | Si uno cree que hay más asesinatos con luna llena entonces tenderá a leer o percibir más las noticias de asesinatos que ocurren en luna llena y tiende a descartar los asesinatos que ocurren en otras circunstancias.           | Lo mejor es obtener evaluar objetivamente toda la información relevante y ponerse en la postura contraria del caso antes de realizar un juicio de valor.                                                                                             |
| Sesgo de memoria, Confabulación               | Esta trampa se produce cuando uno desconoce que con frecuencia la memoria es manufacturada para llenar los espacios vacíos en nuestras historias, es decir, que la memoria de los hechos, con el tiempo puede ser inconscientemente reemplazada por fantasía                                                                     | Los oficiales policiales no deberían mostrar una foto de un posible asaltante o agresor a un testigo antes de una previa alineación con otros sospechosos, o la memoria real del testigo puede ser inconscientemente reemplazada | Poner más seguridad y confianza en los hechos probados que en las memorias, recuerdos recolectados o testimonios de otros. Conocer tus propias limitaciones de memoria.                                                                              |
| Ignorancia                                    | Se produce cuando existe una falta de conocimiento esencial de fondo o de información sobre un tema cuando se realiza un juicio de valor | Uno puede estar convencido de que un "mago" tiene el poder de hacer levitar objetos, pero no ve o sabe de la fina cuerda que tiene atados a ellos                                                                                | Realizar las indagaciones o investigaciones apropiadas en los múltiples puntos de vista existentes sobre el tema para obtener todas las evidencias pertinentes antes de hacer un juicio de valor o lanzar conclusiones.                              |
| Percepción selectiva                          | Se produce cuando uno está desprevenido o es inconsciente de que nuestra propias limitaciones de percepción pueden llevarnos a desorientarnos sobre la realidad | Mirando hacia las estrellas por la noche y percibir que ellas están tan cerca como la luna y los planetas. O mirar la luna y pensar que esta nos sigue                                                                           | Reconocer que "mirar" no es siempre "creer" porque nuestros sensores y la percepción o interpretación por parte del cerebro subsiguiente tienen limitaciones Ilusiones ópticas. Conocer cuando y cómo verificar tus observaciones con otras fuentes. |
| Sesgos personales y prejuicios                | Se produce cuando uno está desprevenido o es inconsciente de que cada uno de nosotros tiene sus propios sesgos y prejuicios, resultado de nuestras propias y únicas experiencias vividas y el punto de vista del mundo, lo cual hace difícil permanecer objetivo y pensar de forma crítica                                       | Algunas personas tienen prejuicios en contra de las afirmaciones realizadas por los científicos porque desde su punto de vista estas parecen demasiado frías o impersonales                                                      | Resistir a tus propios prejuicios mediante una focalización en los hechos, las fuentes y el razonamiento que apoya los argumentos. |
| Barreras físicas y emocionales                | Se produce cuando uno está desprevenido o es inconsciente de que uno al tener estrés, fatiga, drogas y limitaciones de este tipo, puede influir y afectar severamente a nuestra habilidad para pensar con claridad y crítica | Los controladores aéreos suelen tener dificultades para tomar buenas decisiones después de largas horas de trabajo | Limitar o restringirse de hacer decisiones críticas cuando se esté extremadamente exhausto, estresado o mentalmente/físicamente indispuesto. |
| Evidencia testimonial                         | Se produce cuando uno está desprevenido o es inconsciente de que uno suele basar en testimonios, anécdotas vividas de otros la construcción de sus propias creencias, incluso aunque estas sean conocidas como inherentemente subjetivas (falsa vivencia), inexactas, increíbles, sesgadas e incluso ocasionalmente fraudulentas | Las dramáticas historias de las visiones del "hombre de la nieve" no prueban su existencia | Resistirse a realizar juicios de valor basados solo en testimonios. Afirmaciones extraordinaria requieren de pruebas extraordinarias |

#### Tabla 2: Barreras debidas al uso del lenguaje
| Trampa/Obstáculo                                     | Definición | Ejemplo | Consejo Pmto. Crítico |
| Ambigüedad                                           | Se produce cuando una palabra o expresión puede ser entendida en más de un sentido | De la frase, "Experto en mentiras testificó en el juicio" ¿es el experto un mentiroso o es una persona que es capaz de saber cuando alguien miente? | Solicite una aclaración. Si el significado pretendido de una palabra o expresión ambigua no puede ser determinado, evite realizar juicios de valor. |
| Expresiones cerradas o inamovibles o dadas por hecho | Se produce cuando se usa una expresión que evita que uno pueda llegar a cuestionarse la validez de los argumentos | Expresiones como "Como todo el mundo sabe" o "El sentido común nos dice" o "Como siempre", "cómo es evidente" | Evitar o descartar las expresiones cerradas y centrarse en los hechos y el razonamiento que soportan los argumentos. |
| Eufemismos y doble moralidad                         | Se produce cuando se pretenden usar palabras o expresiones inofensivas para desorientarnos, evadirnos, o evitar enseñarnos la verdadera, cruda y desagradable realidad                                                                     | Referirse a la política de asesinatos en masa o magnicidio como "limpieza étnica" o al homicidio accidental de personas inocentes como "daño colateral". Usando el contexto militar, frases como "neutralice toda oposición" más que mate o asesine (negativa)                                             | Observar más allá del contenido emocional y reconocer el contenido cognitivo o basado en los hechos de las palabras y expresiones eufemísticas. |
| Jerga, argot o lenguaje técnico                      | Se produce cuando se usa lenguaje específico o técnico para hacer parecer lo simple mucho más complejo, hacer parecer lo trivial mucho más profundo, o lo insignificante importante, de forma intencionada y para impresionar a los demás  | Referirse a una familia como "un conjunto limitado de individuos que desempeñan cada uno su papel" o a un desalojado o sin techo como a un "miembro de la sociedad sin un objetivo" | Reconocer el contenido basado en hechos de las expresiones o palabras en jerga. |
| Contenido emotivo                                    | Se produce cuando se usa intencionadamente palabras para alimentar y avivar los sentimientos sobre un tema sesgando o creando prejuicios en los otros de forma positiva o negativa. La finalidad habitual es para ganar influencia o poder | Llamar a un detergente "Diver" o "Genial" (connotaciones positivas) y no "Rutinol" o "Tristón" (connotaciones negativas). En el contexto político, "Lo haremos por el pueblo, para que todo el mundo pueda conseguir lo que quiera, para que se sientan orgullosos, dignos de pertenecer a este gran País" | Aprender a reconocer y distinguir el contenido emotivo del lenguaje. Tratar de concentrarse en el razonamiento y el contenido real o basado en los hechos del lenguaje cuando se esté evaluando los argumentos.                                                     |
| Implicación falsa                                    | Es un lenguaje que es claro y preciso pero desorientador porque sugiere algo falso | La industria de la alimentación inteligentemente expresa el contenido de grasas como un porcentaje del peso del producto no de calorías. Esto es un 2% "leche baja en grasas" en realidad tiene un 31% de grasa cuando la grasa es medida como porcentaje de calorías                                      | Entender no solo los hechos sino también su relevancia y contexto. Se recomienda entender o saber interpretar estadísticas. |
| Galimatías                                           | Es el uso de lenguaje no técnico pero confuso para desorientar o embaucar | Una compañía usa lenguaje intimidatorio y lánguido para simplemente expresar que si tu orden de pago es devuelta, entonces el recibo de pago también es anulado | Reconocer los hechos en el contenido de las expresiones con galimatías. |
| Andarse con rodeos o palabras evasivas               | Es el uso del lenguaje que parece llevarnos a un punto de vista particular o en un sentido pero debido a sus palabras permite negar esa intención y retirarse                                                                              | La afirmación del presidente Clinton de que no había tenido "una relación sexual" con Monica Lewinsky y que después explicó que "realizar una felación" no es mantener una relación sexual | Estar atento de rodeos o palabras evasivas no claras que eliminen los detalles que evidencien o determinen con claridad los hechos de un argumento. |
| Juicios de valor                                     | Realizar opiniones o juicios de valor como si pensáramos que son hechos para que la audiencia no tenga porqué preocuparse por realizar su propio juicio                                                                                    | El presidente se mostró con motivo orgulloso al firmar el tratado de paz. | Distinguir entre lo que es un hecho y lo que es una opinión en cada argumento. En este ejemplo un hecho pudo haber sido que el presidente se mostrara orgulloso por la firma pero la coletilla con motivo viene de una opinión personal que no ha sido argumentada. |
| Comparaciones sin sentido o absurdas                 | Se trata de realizar una comparación que implica que algo es superior pero al mismo tiempo se puede negar que lo sea | Una afirmación de un anuncio sobre una batería solo dice: "Hasta un 30% más de duración" sin embargo, no dice, que "durará" un 30% más ya que la palabra hasta permite todo un recorrido y si lo hiciera no dice sobre qué se produce el incremento del 30%                                                | Evitar realizar juicios si no se está completamente seguro sobre lo que está siendo comparado |
| Vaguedad o indefinición                              | Se trata de un lenguaje que es menos preciso que lo que el contexto requiere | Si alguien necesita cobrar mañana y el prestamista dice, "Te pagaré pronto" la respuesta del prestamista es, en ese caso o contexto, demasiado vaga. | Estar alerta de las consecuencias de usar afirmaciones imprecisas o vagas. |

#### Tabla 3: Barreras debidas a fallos en la lógica o percepción
(Falacias y sesgos lista de prejuicios cognitivos)
| Trampa/Obstáculo                                 | Definición | Ejemplo | Consejo Pmto. Crítico |
| Ad Hoc                                           | Una nueva hipótesis o parche, que no puede ser independientemente testado, es usado para explicar los hechos que refutan una afirmación o teoría haciéndola no falsificable | Algunos investigadores rechazan "los comentarios hostiles" del adversario y alegan que estos modifican los instrumentos de medida o estropean las pruebas | Poner poca seguridad o confianza o reservarse los juicios de valor sobre afirmaciones que no pueden ser probadas independientemente por cualquiera. |
| Apofenia y superstición                          | Es la percepción errónea de una conexión entre eventos que en realidad no están relacionados | Irracionalmente se cree que como uno siempre lleva su sombrero mientras ve el fútbol, cuando no lo lleva se percibe que hay casualmente otras jugadas: se asocia que el sombrero puede influir en el juego | Reconocer la diferencia entre causa y efecto en contra de coincidencias irrelacionadas. |
| Argumentum ad ignorantiam                        | Es una falacia lógica que afirma que algo es verdad por el mero hecho de no haber sido probado como falso | Creer que debe haber vida en Marte porque nadie ha probado que no hay vida en él. No creer en Plutón porque nadie te ha probado que existe. Creer en Dios porque nadie puede probar que no existe. Creer en los extraterrestres porque nadie puede probar que no existen | No creer en una proposición simplemente porque no puede ser probada como falsa. La creencia se debe apoyar o basar en los argumentos no en el subjetivo conocimiento que tenga uno o la humanidad sobre algo. En caso de no tener información la mejor postura es abstenerse a hacer juicios de valor o agnosticismo, Véase lista de prejuicios cognitivos. |
| Razonamiento circular                            | Es una forma falaz de razonamiento en el que uno asume como verdadero algo que al mismo tiempo intenta probar | Un hombre afirma que los fenómenos paranormales existen porque él ha tenido experiencias que pueden únicamente ser descritas como paranormales. Es decir, si se asume que únicamente puede ser descrito como algo paranormal evidentemente se asume la existencia o lo que se intenta justificar. Ej. Los saltadores del circo llevan cables sujetos porque es imposible que estos salten sin temor en el circo sin llevar cables. Estos razonamientos se usan también en el método socrático pero conscientes de la premisa supuesta y para encontrar hipótesis falsas | Reconocer cuando un argumento asume un lema como verdad sin haber argumentado y al mismo tiempo se trata probar ese mismo lema. Si esto ocurre hay que buscar por explicaciones alternativas. |
| Ilusión de serie o falacia del francotirador     | Es la impresión errónea de que algunos eventos totalmente aleatorios ocurren de forma agrupada o serial y no totalmente aleatoria | En algunos experimentos paranormales la búsqueda de agua con una varita: este sistema puede encontrar agua por probabilidad sobre un largo periodo de tiempo y asumirse que esto prueba que la vara funciona | Entender los principios básicos de probabilidad y estadística. Reconocer cuando los números están siendo usados correctamente y objetivamente y cuando están desviados o usados incorrectamente. |
| Falsa analogía                                   | Hacer analogías ilógicas para apoyar la validez de una afirmación particular | Argumentar que está mal que dos niños compartan la misma cama porque las camas dobles o convivencia de criminales en las penitenciarías puede conducir a un mal comportamiento | Aprender a reconocer los fallos en las asunciones y errores de contexto que se encuentran detrás de las falsas analogías. |
| Efecto Forer                                     | Es la tendencia a aceptar descripciones de personalidad vagas que pueden ser aplicables a cualquiera como únicamente aplicables a uno mismo (horóscopo, carta astral, quiromancia) | Las cartas astrales o los horóscopos tratan a las personas de un signo específico con calificativos que serían aplicables a cualquier individuo. Este efecto funciona en conjunción con el auto-engaño y Pensamiento mágico | Evaluar de forma crítica si las descripciones personales son únicamente verdaderas para ti o podrían ser aplicables para la mayoría de las personas. |
| Falacia del jugador o falacia de Gambler         | Esta falacia se basa en creer que un suceso con probabilidades fijas, como el lanzamiento de una moneda, puede incrementar o decrementar sus posibilidades en función de los resultados más recientes. Es decir, pensar que algunos sistemas tienen memoria cuando no lo tienen. | El concepto equivocado de tomar números de lotería que no han sido todavía resultado ganadores puesto que esto incrementará nuestras probabilidades de ganar] | Aprender a reconocer y distinguir entre eventos que tienen una probabilidad fija o una probabilidad variable a parámetros |
| Comparación irrelevante                          | Realizar una comparación que es irrelevante, inapropiada o entre objetos de diferentes niveles o clases | Realizar la afirmación: "Para una oficina la impresora A es mejor pues hace mejores copias que la impresora B, cuando se ignora un hecho importante como que la impresora B también permite enviar fax, copiar y escanear | Estar seguro de estar comparando "manzanas con manzanas", es decir, que si la finalidad de la comparación es ver qué manzana es mejor, pues entonces hacer que la comparación tenga sentido. El problema normalmente viene de no tener claro o bien definido la finalidad de la comparación.                                                                |
| Ley de los grandes números                       | Un error que se produce al entender que en una muestra lo suficientemente grande muchas aparentemente improbables coincidencias son de hecho probables coincidencias, es decir, probables de ocurrir. Esto se debe al propio efecto foco o sesgo de confirmación en la percepción e interpretación de los datos. | Decir que el número 11 es especial por el 11 de septiembre puede ser rebatido matemáticamente o estadísticamente | Entender los principios básicos de probabilidad y estadística. Reconocer cuando los números están siendo usados correctamente y objetivamente. |
| Non sequitur                                     | Las razones dadas para soportar una afirmación son irrelevantes o no correladas | Decir: "Tengo miedo al agua así que mi deporte será el puenting" o "me gusta conducir por eso me compro un Toyota". En cualquiera de los casos comprarse un Toyota o hacer puenting no depende directamente de la razón dada ya que hay muchos más coches o deportes que se han descartado | Aprender a reconocer cuando los argumentos están soportados por razones irrelevantes. Este tipo de falacia es muy importante por lo común y generalizada que está. Esta falacia evita tener claros los motivos, incluso para la propia persona, por lo que se hacen las cosas. Es usual verla con el auto-engaño.                                           |
| Pareidolia                                       | Un tipo de error de confusión en la percepción debida a la natural asociación e instinto social de reconocimiento de expresiones faciales y objetos comunes que se produce cuando al introducir un estímulo vago este se percibe como algo claro, distintivo o altamente significante. Pueden estar provocados por sesgos de memoria (errores en la red neuronal bayesiana de asociación que nos hacen creer haber visto algo que realmente no vimos), por sesgos de confirmación, o por sesgos naturales de asociación | La mayoría de los avistamientos ovni, Bigfoot, Elvis o también las asociaciones a caras en las nubes u otros objetos | Reconocer que una vaga percepción de un evento extraño puede tener múltiples explicaciones y no únicamente la primera asociación natural. Buscar explicaciones alternativas que sean más probables que emocionantes. |
| Post hoc ergo propter hoc                        | Es el error cometido al pensar que cuando una cosa A viene tras otra B, la primera A es necesariamente la causa del segundo evento B | Creer que tocar los tambores durante un eclipse hará que el sol vuelva al cielo | Tratar de identificar, el porqué, las causas posibles conocidas o los mecanismos que las producen, de los efectos observados, empezando con aquellos mecanismos que son más probables. En su defecto, aplicar prueba y error y método científico que aporten nuevas excepciones, variables desconocidas y datos.                                            |
| Falacia pragmática                               | Esta falacia se produce cuando se afirma que algo es verdad porque "funciona", incluso aunque la causalidad entre algo y un resultado no esté demostrada. En ingeniería se usa mucho esta falacia por el esfuerzo o energía que permite ahorrar "Si funciona no lo toques". Es un caso especial de Cum hoc, ergo propter hoc | Creer que si se reza mucho lloverá. Y continuar haciéndolo a pesar de que el hecho de que llueva es altamente probable y puede deberse a muchos otros factores. O después de usar un cinturón magnético curativo notar que los dolores de espalda desaparecen incluso cuando esto puede ser debido por otras razones | Tratar de identificar el porqué o los posibles mecanismos que causan los efectos observados, empezando con los más probables y no con los más atractivos emocionalmente. |
| Falacia regresiva                                | Se produce al obviar la natural e inevitable fluctuación probabilística debido a variables desconocidas de las cosas cuando se trata de hallar la causa efecto. Es un caso especial también de Cum hoc, ergo propter hoc | Si a alguien le duele el cuello y este dolor fluctúa, la persona tratará de probar nuevos remedios cuando el dolor es mayor. Es decir, se encuentra en la cúspide del dolor. Cuando aplique el remedio y de forma natural el dolor mengue lo asociará al nuevo remedio erróneamente. Igualmente la gente trata de invertir en la bolsa solo cuando esta está muy bien, pero cuando esta vuelve a la normalidad lo achacan a su mala suerte. El problema está en no tener suficiente información o estadística extensa                                                   | Tratar de identificar y entender los patrones de comportamiento o realizar una estadística correcta antes de realizar juicios de los eventos observados. |
| Falacia del efecto dominó o pendiente deslizante | Un argumento que asume que una cáscada de elementos adversos o propicios sucederá con el primer movimiento, sin ofrecer prueba de ello | Debido a que los inspectores han regulado y controlado dónde fumar en público, al final se acabará en un control cerrado de todas las cosas de nuestra vida privada. Véase lista de prejuicios cognitivos para más información | Evaluar la lógica o los argumentos que sostienen que la cáscada de eventos sucederá. |

#### Tabla 4: Barreras o trampas debidas a fallos psicológicos o sociológicos
(Falacias y lista de prejuicios cognitivos)
| Trampa/Obstáculo                                  | Definición | Ejemplo | Consejo Pmto. Crítico |
| Ad Hominem                                        | Criticar a la persona que realiza el argumento y no el argumento en sí mismo                                                                           | No deberías creer ni una sola palabra de mi oponente porque él está enfadado porque yo siempre terminó primero en la pole | Centrarse en las razones y hechos que soportan un argumento y no en la persona que los realiza. Independientemente, verificar los hechos aportados si la fuente es cuestionable. Pero nunca desechar la información, aún menos si no se ha trabajado antes con las fuentes y se desconozce su fidelidad y la única referencia es a través de otros. |
| Argumentum ad verecundiam o apelar a la autoridad | Procurar que una afirmación controvertida sea aceptada sobre la base de que está realizada por una persona admirada, respetada, conocida o importante. | Como el papa piensa que la pena capital está moralmente justificada entonces debe estar moralmente justificada            | Reconocer que cualquier intento de apelar a la autoridad es irrelevante a la hora de dar una base lógica sólida o hechos que apoyen ciertamente un argumento. |

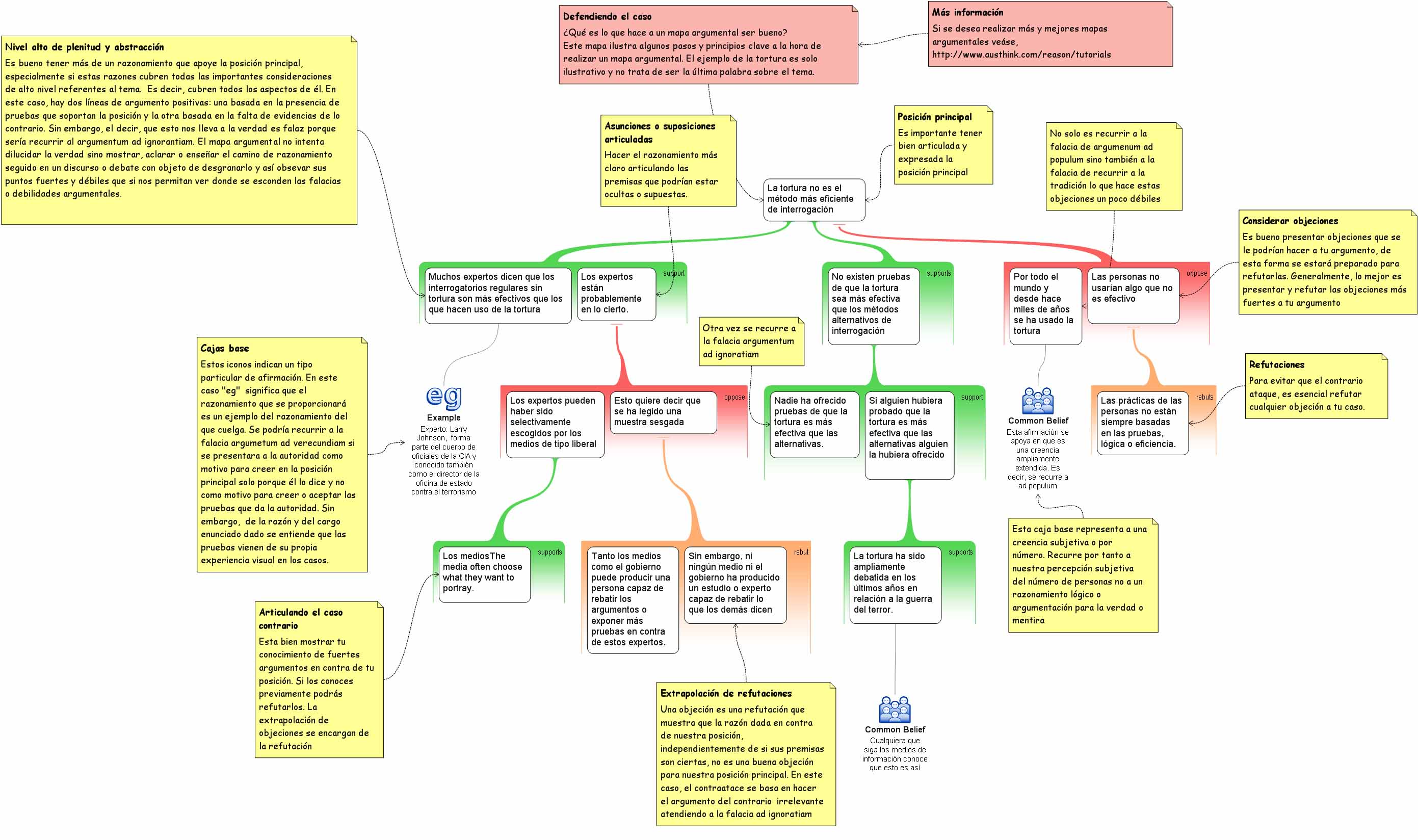
Ejemplo de mapa de argumentación sin indicadores